# Жигански рејон
Жигански - Евенкијски национални рејон или Жигански улус (рус. Жига́нский национальный эвенкийский район, јакут. Эдьигээн улууһа) један је од 34 рејона Републике Јакутије у Руској Федерацији. 
Налази се на сјеверу централног дијела Јакутије и окружен је на сјеверу Булунским, на истоку Евено-Битантајским, југоистоку Кобјајским, југозападу Виљујским и на запада са Ољонијским рејоном. Укупна површина рејона је 140.200 км². 
Рејон се налази у Средњојакутској низији у источном подножју Верхојанских планина. Кроз рејон од југа ка сјеверу протиче ријеке Лена са много својих притока.
Административни центар је село Жиганск.
Насеље Жиганск су 1632. године основали руски Козаци под вођством Петра Бекетова. За пар деценија свога постојања, село се убрзано ширило, па је добило и статус варошице. Међутим, почетком XIX вијека оснивањем Верхојанска многи становници овог мјеста су преселили у нову варошицу, па је тако почела и стагнација Жиганска. Уредбом владе Русије, због најбројнијег народа у рејону, 2008. године ова територија је проглашена Евенкијским националним рејоном.
Укупан број становника рејона је 4.047 људи (2010). Становништво чине Евенки (47%), Јакути, те мањи број Руси, Евени и други.